# Stara Biała
Stara Biała – wieś w Polsce położona w województwie mazowieckim, w powiecie płockim, w gminie Stara Biała.
W latach funkcjonowania gromad była siedzibą gromady Biała Stara. W latach 1975–1998 miejscowość administracyjnie należała do województwa płockiego.

## Położenie
Wieś położona jest nad Wierzbicą, 1,5 km na północ od Płocka, graniczy z Białą. 

## Instytucje
- Siedziba parafii św. Jadwigi Śląskiej w Starej Białej[6]
- Szkoła Podstawowa im. Jana Pawła[7]
- Gminna Biblioteka Publiczna[8]

## Transport
Przez centrum Starej Białej przebiega droga łącząca wieś z Kamionkami